# Штормова погода (Дискавері)

## Про епізод
Штормова погода (Stormy Weather) — сорок восьмий епізод американського телевізійного серіалу «Зоряний шлях: Дискавері» та шостий в четвертому сезоні. Епізод написав Енн Кофелл Сондерс; Брендон Шульц, режисер Джонатан Фрейкс. Перший показ відбувся 23 грудня 2021 року.

## Зміст
Бернем будує своє власне дерево життя під впливом кулі лалогі. «Дискавері» входить у підпросторовий розлом, створений АЧМ, щоб дослідити явище. Сару не переконаний в доцільності стрибка у невідоме. Перед командою поставлене завдання — знайти будь-що щодо створювачів феномена. Зора не може зорієнтуватися у розриві — її датчики не фіксують нічого. Після стрибка «Дискавері» знаходить порожнечу, з якої вони не можуть вийти. Сенсори за межами корабля не відстежують будь-якої присутності будь-якої матерії. Робот DOT залишає корабель для дослідження та розпадається. На «Дискавері» оголошено червону тривогу.
Науковці встановлюють — стіна невідомого досягне «Дискавері» трохи більше чим за півгодини. Силове поле слабшає і корабель не вдається позиціонувати у пустці. Бук і Стамец намагаються стрибнути з корабля із розлому, але у Букера починаються галюцинації його померлого батька, день народження якого саме в цей день. Стамец розуміє, що галюцинації були спричинені взаємодією з частинками із бар'єру на краю галактики — тобто створювачі аномалії прийшли з-за меж галактики.
Удосконалений корабельний комп'ютер, Зора, намагається виконувати свої звичайні обов'язки, допомагаючи знайти вихід із розлому, і незвичайно виявляє, що вона переповнена даними. Грей пропонує допомогти Зорі очистити її процеси, погравши разом у гру. Зробивши це, Зора здатна виявляти мікровідхилення на зовнішніх датчиках, які можна використовувати, щоб вивести їх із порожнечі. Однак доктора Поллард і лейтенанта Кортеса врятувати не встигають. Зора вважає — це вона винна у ситуації; Майкл допомагає їй вийти із становища. «Дискавері» намагається вийти із порожнечі за сигналом на сонарній частоті.
Щоб захистити екіпаж від ефекту, який спричинить рух через порожнечу, Бернем переносить їх усіх у «буфер обміну» (де матерія перетворюється на енергію для транспортування) і управляє кораблем із Зорою. Бернем перебуває у своєму захисному костюмі а на «Дискавері» вимкнено систему життєзабезпечення. Корабель входить у плазмовий бар'єр; захисне поле втрачено. Бернем долає стіну вогню під пісню Зори «Штормова погода».
Бернем прокидається в лікарні, та дізнається, що вони успішно вийшли з розлому. Зора розмовляє із Майкл та створює власне дерево життя.

## Виробництво
Активна розробка сезону почалася в січні 2020 року. На написання було витрачено більше часу, ніж у попередніх сезонах, через пандемію COVID-19, яка надихнула на космічну аномалію, з якою герої стикаються в сезоні. Нова роль Бернем як капітана також вивчається після її підвищення в кінці третього сезону. Четвертий сезон було офіційно оголошено в жовтні 2020 року, а зйомки проходили в Торонто, Канада, з листопада 2020 року по серпень 2021 року. Для забезпечення безпеки під час пандемії було застосовано нові знімальні процеси, що спричинило деякі затримки виробництва. Відеостіна була побудована для зйомки перед комп'ютерним фоном у реальному часі.

## Сприйняття та відгуки
Станом на листопад 2022 року на сайті «IMDb» серія отримала 5.4 бала підтримки з можливих 10 при 2141 голосі користувачів.
В огляді для «Den of Geek» Лейсі Богер відзначила: «„Зоряний шлях: Дискавері“ буквально йде туди, ще ніде хто не бував, подорожуючи в підпросторову щілину, залишену DMA. Щоб спробувати дізнатися більше, що це таке і як воно працює — в надії, що така інформація може вказати, хто його створив. Натомість „Дискавері“ та екіпаж майже з'їдає якась незрозуміла темна порожнеча — яку DMA, мабуть, залишає за собою. І лише завдяки якомусь старомодному зв'язку із Землею врешті-решт усі врятовані».
Оглядач Зак Гендлен для «The A.V. Club» зазначав так: «Говорячи про катастрофи, що руйнують планети, „Штормова погода“ дає нам ще одну підказку щодо можливого походження DMA, і це… добре. У Букера знаходять деякі частинки в його мозку після приреченої спроби вистрибнути з тріщини — це призводить до кількох розмов з померлим батьком. А також до відкриття, що частинки походять із Галактичного Бар'єру, речі на краю Всесвіту. Це означає, що DMA походить з-за меж галактики. Ви знаєте це місце? Ну, це просто ліворуч звідси…»
Скотт Сноуден в огляді для «Space.com» відзначив: "Так, цей епізод хороший (не дивлячись на певні деталі) — насправді він найкращий у цьому сезоні. Але я все ще відчуваю синяки від того, що мене стільки стикали із такою кількістю різних стилів епізодів. У цій частині багато поворотів, але вона тримає вас напоготові. А дія, якою б значною вона не була, рівномірно розподілена по всьому епізоду. Зора була повністю конкретизована, тож, можливо, все-таки нас чекає якесь потенційне майбутнє, яке ми бачили в епізоді «Short Trek» «Calypso». Єдине невелике нарікання на її стрімке зростання цього тижня полягає в тому, що вона, здається, бореться з деякими основними речами. Але потім не має абсолютно ніяких проблем з інтерпретацією складного поєднання тону, виразу обличчя та невербальних методів спілкування."

## Знімались
| Актор               | Роль                |
| ------------------- | ------------------- |
| Сонеква Мартін-Грін | Майкл Бернем        |
| Даг Джонс           | Сару                |
| Ентоні Репп         | Пол Стамец          |
| Вілсон Круз         | Гаг Калбер          |
| Блу дель Барріо     | Адіра               |
| Девід Аджала        | Клівленд Букер      |
| Аннабелль Волліс    | Зора                |
| Іен Александер      | Грей Тал            |
| Ротафорд Грей       | батько Букера       |
| Емілі Коутс         | Кейта Делмер        |
| Патрік Квок-Чун     | Джин Ріс            |
| Ойїн Оладейо        | Джоан Овосекун      |
| Ронні Роу           | лейтенант Брюс      |
| Сара Мітіч          | лейтенантка Нільсон |
| Рейвен Дауда        | Трейсі Поллард      |
| Іван Лопес          | Кортес              |
| Робінн Фанфер       | Зора                |